# Sagitta (Schiff, 1885)
Die Sagitta war der erste deutsche Fischdampfer. Der Name Sagitta bedeutet lateinisch der Pfeil.

## Geschichte
Am 7. Februar 1885 stellte das Geestemünder Fischhandelsunternehmen, Friedrich Busse & Co. seinen ersten Fischdampfer in Dienst. In diesen Jahren war es durch die Eislagerung möglich geworden, den Frischfisch länger frisch zu halten und mit der Eisenbahn zu neuen Abnehmern im Binnenland zu befördern. Dazu war aber eine stetige Belieferung notwendig, die mit Fischereifahrzeugen unter Segeln nicht immer zu gewährleisten war. Die bei der Bremerhavener Werft F. W. Wencke nach englischen Vorbildern gebaute Sagitta erhielt das Fischereikennzeichen PG 3 und wurde in der Fachwelt zunächst skeptisch aufgenommen – so brachte die Deutsche Fischerei-Zeitung lediglich einen kurzen Artikel über das neuartige Schiff. Auf den ersten Fangreisen wurde in der Nordsee mit Langleinen gefischt, was im ersten Jahr zu einem Verlust von zirka 15.000 Mark führte. Das Fischfanggeschirr wurde 1886 von Langleinen auf Baumkurre umgestellt und machte das Schiff mit einer Kapazität für 700 Korb Fisch ab diesem Zeitpunkt wirtschaftlich sehr erfolgreich. Dies führte zunächst 1888 zum Bau der Präsident Herwig sowie weiterer Fischdampfer und leitete im Folgenden eine insgesamt rund 75-jährige Zeitspanne deutscher Hochseefischerei ein.
1899 strandete die Sagitta, wurde aber wieder geborgen. Die Sagitta lief am 26. März 1901 unter dem Kommando des Geestemünder Kapitän Bültjer zu ihrer 636. Fangreise nach Island aus und wurde letztmals am 5. April vor Island beim Fischen gesichtet. Das Bremerhavener Seeamt erklärte den Fischdampfer Sagitta für verschollen. Es wurde angenommen, dass der Dampfer während eines Sturms untergegangen war.

## Seeamtsverhandlung
Am 14. August 1901 verhandelte das Seeamt Bremerhaven im Hafenhaus an der Keilstraße 3 das Verschwinden des Geestemünder Schiffs.
Die Seeamtsverhandlung führten Regierungsassessor Geelwink und Reichskommissar Kapitän Ghüden mit vier fachkundigen Beisitzern vom Hafenmeister bis zum Lotsenkommandeur sowie zwei Zeugen.
Das Schiff war von 635 Fangreisen in sechzehn Dienstjahren trotz oft extremer Wetterbedingungen, Maschinenschäden, Unfällen sicher heimgekehrt. Es hatte während dieser Jahre anderen Schiffen und Seeleuten des Öfteren Hilfe in Seenot geleistet.
„Am 26. März dieses Jahres“, so das Protokoll der Seeamtsverhandlung, „verließ der Dampfer den Fischereihafen von Geestemünde und setzte, nachdem er in Longhope (England) seinen Kohlevorrat ergänzt hatte, am 28. März seine Reise zum Fischfang unter Island fort. […] Am 5. April wurde das Schiff zuletzt gesichtet, und zwar unter Island. Der als Zeuge erschienene Reeder Busse bekundet, dass das Schiff in jeder Hinsicht gut ausgerüstet gewesen sei, und dass auch die Maschine sich in tadellosem Zustand befunden hätte. Kapitän Bültjer sei ein sehr umsichtiger und zuverlässiger Schiffsführer gewesen. […] Der ferner als Zeuge anwesende Steuermann Lehmann vom Fischdampfer Mond sagt aus, dass er die Sagitta zuletzt am 5. April unter Island gesehen habe. An diesem Tage habe der Mond, da der aus Ost-Süd-Ost wehende Wind die Stärke 7 erreicht hatte, sein Netz aufgehievt und sei heimwärts gedampft, während die Sagitta noch weiter gefischt habe.“ Weiter wurde dem Untersuchungsausschuss zu Protokoll gegeben: „Der Standort sei damals sieben Meilen von der Küste gewesen. Am nachfolgenden Tag habe der Mond einen Orkan aus Ost-Süd-Ost zu bestehen gehabt.“ Der Eigner der Sagitta, Busse hatte, nachdem Ausbleiben des Dampfers, die ganze Südküste Islands durch den Fischdampfer Sophie absuchen lassen, was jedoch keinen Erfolg hatte.
Nach kurzer Beratung des Untersuchungsausschusses fällte das Gremium im Seeamt seinen Spruch: „Der deutsche Fischdampfer Sagitta, der am 28. März 1901 von Longhope zum Fischfangen in See gegangen ist und noch am 5. April zuletzt unter Island gesichtet wurde, ist von der Reise nicht zurückgekehrt. Es ist anzunehmen, dass der Dampfer untergegangen ist. Irgendwelche Mängel in Bezug auf Beschaffenheit, Ausrüstung und Bauart des Schiffes sind nicht hervorgetreten.“